# 天然药物
天然药物是指动物、植物、微生物和矿物等自然界中存在的有药理活性的天然产物(natural product)。
天然药物不等同于中药或中草药。